# 特威德河
特威德河是一條長156公里（97英里）的河流，向東流經蘇格蘭和英格蘭北部的邊界地區。它發源於特威兹缪尔，流向西北的克莱德河和流向南方的安南河亦發源於此。特威德河流經皮布尔斯、加拉希尔斯、梅爾羅斯、凯尔索、科尔德斯特里姆和特威德河畔贝里克，注入北海。“特威德布”的名稱來自於特威德河。特威德河是英國最大的鮭魚河流之一，也是唯一一條不需要英國政府環保部門（Environment Agency；EA）許可證的垂釣河流。爲此，特威德河吸引了來自世界各地的垂釣者。

## 自然地理

### 河道
特威德河發源於洛瑟山丘的特威德地下水(Tweed's Well)，它從博格漢姆和卡萊姆對岸的居住區向東延申，形成了蘇格蘭和英格蘭之間的歷史邊界。在凱爾索以東，它成變了邊境東部的一段。進入英格蘭後，其下游位於諾森伯蘭郡，在特威德河畔贝里克進入北海。

### 集水區
聖博斯韋爾斯東面的河流穿過一片鼓丘。它是古冰川的遺跡，最後一次冰河期間流經該地區。特威德河流經的主要城鎮包括因納利森、皮布爾斯、加拉希爾斯、梅爾羅斯、凱爾索、科爾德斯特里姆和特威德河畔貝里克，特威德河在此流入北海。特威德河的支流包括：
- 維泰特河（英语：Whiteadder Water）
  - 布來克特河（英语：Blackadder Water）
- 諾森伯蘭郡河床（英语：River Till, Northumberland）
- 伊甸河（英语：Eden Water）
- 特維奧特河（英语：River Teviot）
- 艾特里克河（英语：Ettrick Water）
- 伽拉河（英语：Gala Water）
- 萊頓河（英语：Leithen Water）
- 特維奧特河（英语：River Teviot）

## 河域管理

### 河流監管
儘管集水區橫跨蘇格蘭與英格蘭之間的邊界，但爲了從保護水質和鮭魚等多種水下生物的環保方面著眼，河流由“特威德河委員會” (River Tweed Commission) 這一機構單獨負責監督管理。

### 公共工程
從2022年開始，由“︁特威德論壇有限公司”︁（Tweed Forum Ltd）牽頭並與蘇格蘭邊境委員會（Scottish Borders Council）以及其他合作夥伴和土地擁有者共同合作，開發建設全程為113英里步行道（182公里）其中包括108英里（174公里）的自行車道，被稱爲“特威德河小徑”（River Tweed Trail）的公共工程，起點始於默法特，中間包括沿河路段直至特威德河畔貝里克。工程包括新建道路路段、升級現有道路、更換及維修橋樑、行人過路處、照明及標誌，投資規模大約2500萬英鎊（蘇格蘭政府出資1000萬英鎊），蘇格蘭政府官員凱特·福布斯表示：「“特威德河小徑”的建成將有助於本地區的經濟增長以及向外界展示本地區的特有景觀」。該道路預計將於2028年完工。

## 沿河風景

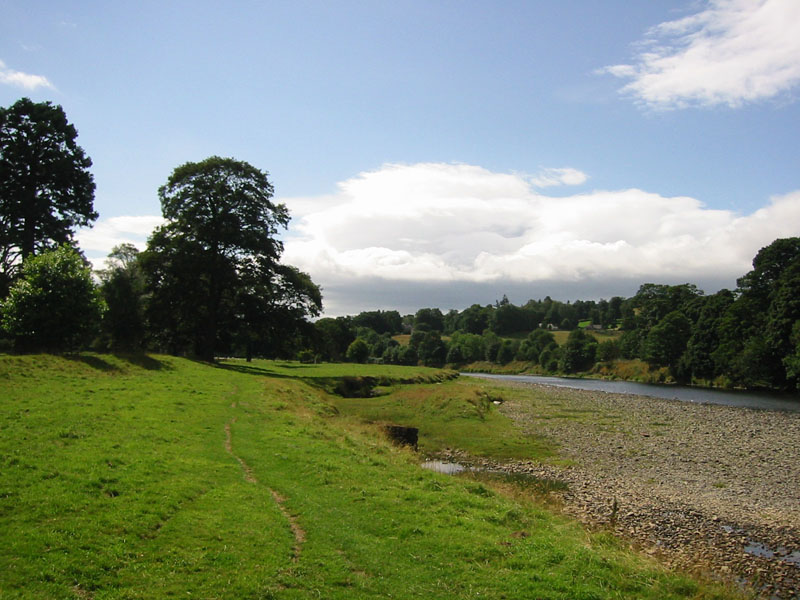
梅爾羅斯附近的河段
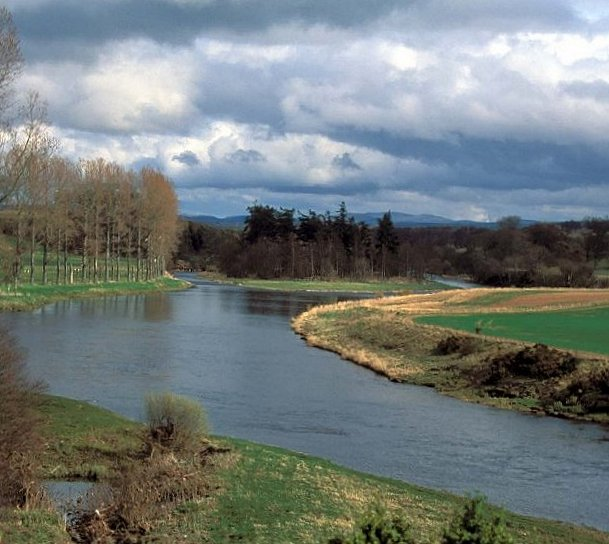
流經梅爾頓莊園（英语：Mertoun House）的河段
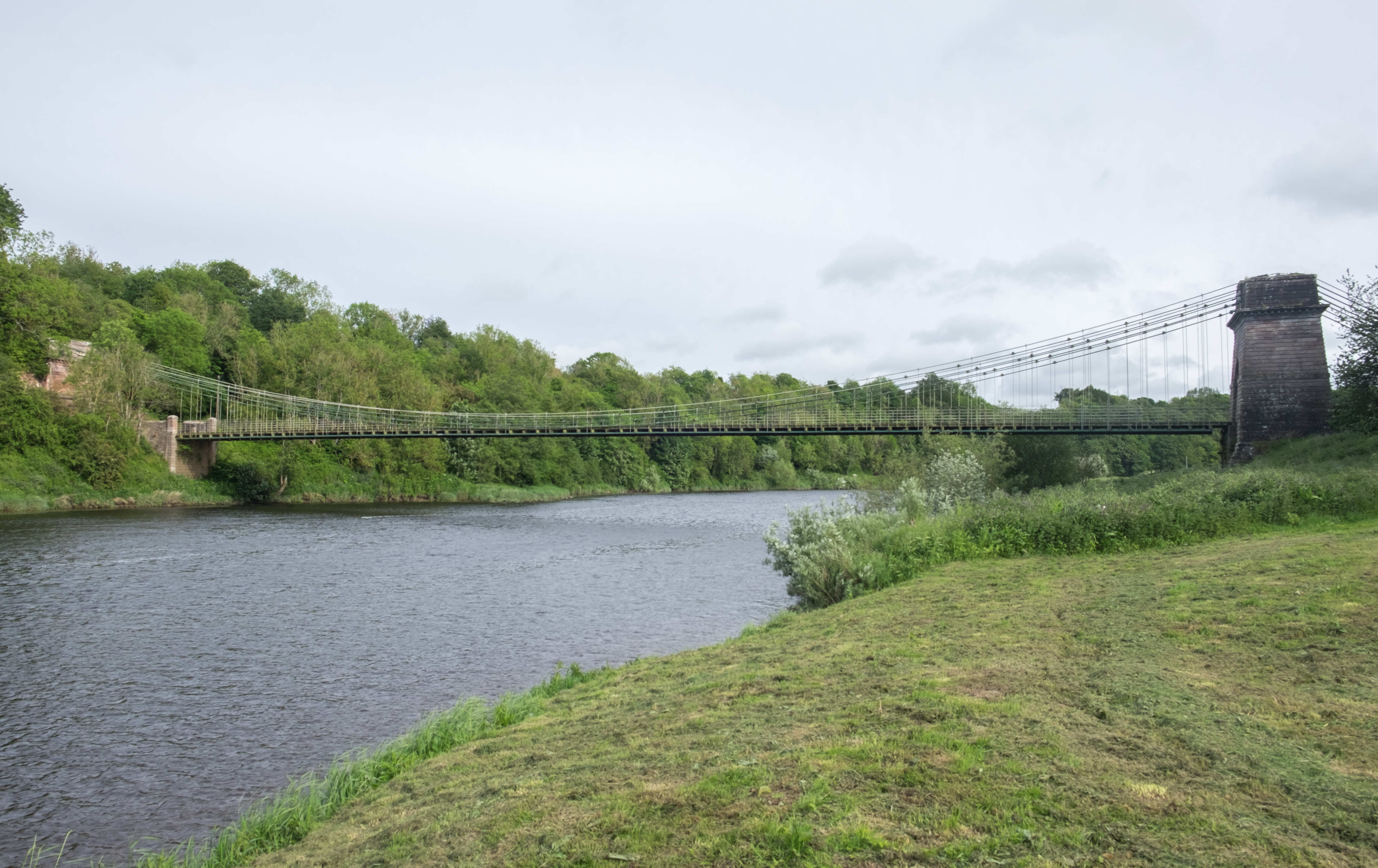
流經聯合鏈橋梁（英语：Union Chain Bridge）的河段